# I Classici del Giallo Mondadori dal 1301 al 1400
|  | I 100 precedenti: I Classici del Giallo Mondadori dal 1201 al 1300 |

## Dal N.1301 al N.1400
| N.   | Titolo italiano                       | Autore                                | Titolo originale                                   | Anno originale | Pubblicazione     |
| ---- | ------------------------------------- | ------------------------------------- | -------------------------------------------------- | -------------- | ----------------- |
| 1301 | Colpa d'amore                         | James Hadley Chase                    | The Things Men Do                                  | 1953           | 2012              |
| 1302 | La morte danza con me                 | Cornell Woolrich                      | Death Is My Dancing Partner                        | 1959           | 2012              |
| 1303 | Bentornato, Ellery!                   | Ellery Queen                          | The Player on The Other Side                       | 1963           | 2012              |
| 1304 | Un lunedì nero                        | Ed McBain                             | Cut Me In o The proposition                        | 1954           | 2012              |
| 1305 | Mio figlio, l’assassino               | Patrick Quentin                       | My Son, the Murderer                               | 1954           | 2012              |
| 1306 | Meglio erede che morto                | Michael Innes                         | The Gay Phoenix                                    | 1976           | 2012              |
| 1307 | Virgil Tibbs e gli occhi di Buddha    | John Ball                             | Eyes of the Buddha                                 | 1976           | 2012              |
| 1308 | Un cadavere al giorno                 | Charlotte Armstrong                   | Lay On, Mac Duff!                                  | 1942           | ottobre 2012      |
| 1309 | Trappola per Cenerentola              | Sébastien Japrisot                    | Piège pour Cendrillon                              | 1963           | 2012              |
| 1310 | La fiamma e la morte                  | John Dickson Carr                     | Fire, Burn!                                        | 1957           | 2012              |
| 1311 | Charlie Chan e la donna inesistente   | Earl Derr Biggers                     | Behind That Curtain                                | 1928           | 2012              |
| 1312 | Verso l'ora zero                      | Agatha Christie                       | Towards Zero                                       | 1944           | 2012              |
| 1313 | Le avventure di Sherlock Holmes       | Arthur Conan Doyle                    | The Adventures of Sherlock Holmes                  | 1892           | 2012              |
| 1314 | Un bidone di guai                     | Donald E. Westlake                    | God Save The Mark                                  | 1967           | 2012              |
| 1315 | L'ottava moglie di Mister G           | Elizabeth Ferrars                     | The Seven Sleepers                                 | 1970           | 2012              |
| 1316 | Il bandito invisibile                 | Edgar Wallace                         | The Man at the Carlton                             | 1933           | 2013              |
| 1317 | Non era una colomba                   | Helen Reilly                          | Murder in Shinbone Alley                           | 1940           | 2013              |
| 1318 | La donna è mia                        | Harry Whittington                     | The Woman is Mine                                  | 1953           | 2013              |
| 1319 | Delitto in bianco                     | Christianna Brand                     | Green for Danger                                   | 1944           | 2013              |
| 1320 | Cinque strade per il delitto          | John Bingham                          | Five Roundabouts to Heaven aka The Tender Poisoner | 1953           | 2013              |
| 1321 | Un paio di scarpe                     | Ellery Queen                          | The Dutch Shoe Mystery                             | 1931           | 2013              |
| 1322 | L’ultima tappa                        | Anthony Berkeley                      | Jumping Jenny                                      | 1933           | 2013              |
| 1323 | Una gardenia per il boia              | Zelda Popkin                          | Death Wears a White Gardenia                       | 1938           | 2013              |
| 1324 | Il Buchara insanguinato               | William Campbell Gault                | The Bloody Bokhara                                 | 1952           | 2013              |
| 1325 | Savage calibro 300                    | Ed McBain                             | Killer's Payoff                                    | 1958           | 2013              |
| 1326 | Le memorie di Sherlock Holmes         | Arthur Conan Doyle                    | The Memoirs of Sherlock Holmes                     | 1894           | 2013              |
| 1327 | Errore fatale                         | Ngaio Marsh                           | Grave Mistake                                      | 1978           | 2013              |
| 1328 | Perry Mason e l'avversario leale      | Erle Stanley Gardner                  | The Case of The Silent Partner                     | 1946           | 2013              |
| 1329 | Le tre ragazze                        | Rex Stout                             | Three Men Out                                      | 1954           | 2013              |
| 1330 | Nel vortice del tempo                 | Bill S. Ballinger                     | The Longest Second                                 | 1957           | 2013              |
| 1331 | Un posto rosso per morire             | John D. MacDonald                     | A Purple Place for Dying                           | 1964           | 2013              |
| 1332 | Il testimone muto                     | R. Austin Freeman                     | A Silent Witness                                   | 1914           | 2013              |
| 1333 | Giocarsi la pelle                     | Stuart M. Kaminsky                    | You Bet Your Life                                  | 1978           | 2013              |
| 1334 | Là dove danzano i morti               | Tony Hillerman                        | Dance Hall of the Dead                             | 1973           | 2013              |
| 1335 | C’è un cadavere in biblioteca         | Agatha Christie                       | The Body in the Library                            | 1942           | 2013              |
| 1336 | Il cantuccio della strega             | John Dickson Carr                     | Hag's Nook                                         | 1933           | 2013              |
| 1337 | Il ritorno di Sherlock Holmes         | Arthur Conan Doyle                    | The Return of Sherlock Holmes                      | 1905           | 2013              |
| 1338 | Tredici volte Campion                 | Margery Allingham                     | Mr. Campion and Others                             | 1939           | 2014              |
| 1339 | Uno di noi deve morire                | Ursula Curtiss                        | The Noonday Devil                                  | 1951           | 24 gennaio 2014   |
| 1340 | Il 31 Febbraio                        | Julian Symons                         | The Thirty-First of February                       | 1950           | 8 febbraio 2014   |
| 1341 | Omicidio per la sposa                 | Charlotte Armstrong                   | Something Blue                                     | 1959           | 23 febbraio 2014  |
| 1342 | Il poliziotto è marcio                | William P. McGivern                   | Rogue Cop                                          | 1954           | 10 marzo 2014     |
| 1343 | Sei notti di mistero                  | Cornell Woolrich                      | Six Nights of Mystery                              | 1950           | 25 marzo 2014     |
| 1344 | Un dramma in Riviera                  | Edgar Wallace                         | The Angel of Terror                                | 1922           | 8 aprile 2014     |
| 1345 | La mano di velluto                    | Helen Reilly                          | The Velvet Hand                                    | 1953           | 24 aprile 2014    |
| 1346 | La trappola                           | Mignon G. Eberhart                    | The Mystery of Hunting's End                       | 1930           | 9 maggio 2014     |
| 1347 | Casi da manuale                       | Margery Allingham                     | The Allingham Case-Book                            | 1969           | 24 maggio 2014    |
| 1348 | La maschera dell’assassino            | Harry Carmichael                      | Death Trap                                         | 1970           | 8 giugno 2014     |
| 1349 | Rombi di tuono per il dottor Fell     | John Dickson Carr                     | In Spite of Thunder                                | 1960           | 23 giugno 2014    |
| 1350 | Nero Wolfe: l’invulnerabile           | Rex Stout                             | Three for the Chair                                | 1957           | 8 luglio 2014     |
| 1351 | L'ultimo saluto di Sherlock Holmes    | Arthur Conan Doyle                    | His Last Bow                                       | 1917           | 23 luglio 2014    |
| 1352 | L'assassino è tra noi                 | Ellery Queen                          | The Murderer is a Fox                              | 1945           | 7 agosto 2014     |
| 1353 | L'ultima danza del sacro giullare     | Tony Hillerman                        | Sacred Clowns                                      | 1993           | 22 agosto 2014    |
| 1354 | La scatola d’argento                  | Margaret Millar                       | The Listening Walls                                | 1959           | 6 settembre 2014  |
| 1355 | Perry Mason e il pugno nell’occhio    | Erle Stanley Gardner                  | The Case of the Black-Eyed Blonde                  | 1944           | 21 settembre 2014 |
| 1356 | Provaci ancora, Campion               | Margery Allingham                     | The Return of Mr. Campion                          | 1989           | 6 ottobre 2014    |
| 1357 | Veleno al castello                    | Kenneth Hopkins                       | The Girl Who Died                                  | 1955           | 21 ottobre 2014   |
| 1358 | La vedova beffarda                    | Carter Dickson                        | Night at the Mocking Widow                         | 1950           | 5 novembre 2014   |
| 1359 | Terrore al villaggio                  | Henry Wade                            | New Graves at Great Norne                          | 1947           | 20 novembre 2014  |
| 1360 | Perry Mason e la nudista              | Erle Stanley Gardner                  | The Case of the Sun Bather's Diary                 | 1955           | 5 dicembre 2014   |
| 1361 | Il taccuino di Sherlock Holmes        | Arthur Conan Doyle                    | The Case-Book of Sherlock Holmes                   | 1927           | 20 dicembre 2014  |
| 1362 | Qualcuno mi deve del grano            | Donald E. Westlake                    | Somebody Owes Me Money                             | 1969           | 8 gennaio 2015    |
| 1363 | Scritto fra gli astri                 | Jonathan Stagge                       | The Stars Spell Death                              | 1939           | 23 gennaio 2015   |
| 1364 | Avventura a mezzanotte                | Brett Halliday                        | She Woke to Darkness                               | 1954           | 7 febbraio 2015   |
| 1365 | Pezzi d’uomo scelti                   | Boileau-Narcejac                      | Et mon tout est un homme                           | 1965           | 22 febbraio 2015  |
| 1366 | La statuetta di terracotta            | R. Austin Freeman                     | The Stoneware Monkey                               | 1938           | 9 marzo 2015      |
| 1367 | Perry Mason e il siero della verità   | Erle Stanley Gardner                  | The Case of Demure Defendant                       | 1956           | 24 marzo 2015     |
| 1368 | Fantasma in mare                      | Carter Dickson                        | Nine - and Death Makes Ten                         | 1940           | 8 aprile 2015     |
| 1369 | Le pentole del diavolo                | Nicholas Blake                        | There's Trouble Brewing                            | 1937           | 23 aprile 2015    |
| 1370 | La prova in fondo al mare             | Rufus King                            | The Lesser Antilles Case                           | 1934           | 8 maggio 2015     |
| 1371 | Ho sposato un’ombra                   | Cornell Woolrich                      | I Married a Dead Man                               | 1948           | 23 maggio 2015    |
| 1372 | La crociera della violenza            | Frances Lockridge e Richard Lockridge | Voyage Into Violence                               | 1956           | 6 giugno 2015     |
| 1373 | Perry Mason e la nave bisca           | Erle Stanley Gardner                  | The Case of the Dangerous Dowager                  | 1937           | 20 giugno 2015    |
| 1374 | Troppe donne                          | Rex Stout                             | Too Many Women                                     | 1947           | luglio 2015       |
| 1375 | Charlie Chan e il pappagallo cinese   | Earl Derr Biggers                     | The Chinese Parrot                                 | 1926           | agosto 2015       |
| 1376 | Perry Mason e la rossa ambiziosa      | Erle Stanley Gardner                  | The Case Of The Restless Redheat                   | 1956           | settembre 2015    |
| 1377 | Incubo                                | Anne Blaisdell                        | Nightmare                                          | 1961           | ottobre 2015      |
| 1378 | Esperimenti deduttivi di Ellery Queen | Ellery Queen                          | Q.E.D.: Queen's Experiments in Detection           | 1968           | novembre 2015     |
| 1379 | Melissa                               | Francis Durbridge                     | My Wife Melissa                                    | 1976           | dicembre 2015     |
| 1380 | La grande idea                        | Edgar Wallace                         | The Hand of Power                                  | 1927           | gennaio 2016      |
| 1381 | Il segreto del milionario             | Helen Reilly                          | Dead Man Control                                   | 1936           | febbraio 2016     |
| 1382 | Nero Wolfe: Colpo di genio            | Rex Stout                             | Three at Wolfe's Door                              | 1960           | marzo 2016        |
| 1383 | La strana morte del signor Benson     | S. S. Van Dine                        | The Benson Murder Case                             | 1926           | aprile 2016       |
| 1384 | Il mistero della cassa scomparsa      | Richard Austin Freeman                | Dr. Thorndyke Intervenes                           | 1933           | maggio 2016       |
| 1385 | Una croce era il segnale              | John Dickson Carr                     | Below Suspicion                                    | 1949           | giugno 2016       |
| 1386 | Dieci incredibili giorni              | Ellery Queen                          | Ten Days' Wonder                                   | 1948           | luglio 2016       |
| 1387 | Perry Mason e il grido nella notte    | Erle Stanley Gardner                  | The Case of The Screaming Woman                    | 1957           | agosto 2016       |
| 1388 | Grido di morte                        | Fredric Brown                         | The Far Cry                                        | 1951           | settembre 2016    |
| 1389 | Occhi nel buio                        | Margaret Millar                       | Wall of Eyes                                       | 1943           | ottobre 2016      |
| 1390 | Bara per due                          | James Hadley Chase                    | I'll Get You For This                              | 1946           | novembre 2016     |
| 1391 | L’insospettabile                      | Charlotte Armstrong                   | The Unsuspected                                    | 1946           | novembre 2016     |
| 1392 | Il grande errore                      | Mary Roberts Rinehart                 | The Great Mistake                                  | 1940           | dicembre 2016     |
| 1393 | Indagine a ritroso                    | D.M. Devine                           | Devil at Your Elbow                                | 1966           | gennaio 2017      |
| 1394 | Nella nebbia                          | Mignon G. Eberhart                    | The Dark Garden                                    | 1936           | febbraio 2017     |
| 1395 | L’occhio di Giuda                     | Carter Dickson                        | The Judas Window                                   | 1938           | marzo 2017        |
| 1396 | Il giardino delle rose                | Christianna Brand                     | A Ring of Roses                                    | 1977           | aprile 2017       |
| 1397 | L'assassinio di mia zia               | Richard Hull                          | The Murder of My Aunt                              | 1934           | maggio 2017       |
| 1398 | Hollywood in subbuglio                | Ellery Queen                          | The Devil to Pay                                   | 1938           | giugno 2017       |
| 1399 | Signori, il gioco è fatto             | S.S. Van Dine                         | The Casino Murder Case                             | 1934           | luglio 2017       |
| 1400 | La notte ha mille occhi               | Cornell Woolrich                      | Night Has a Thousand Eyes                          | 1945           | settembre 2017    |

|  | I 100 successivi: I Classici del Giallo Mondadori dal 1401 al 1500 |